# SW Водолея
SW Водолея (лат. SW Aquarii) — одиночная переменная звезда в созвездии Водолея на расстоянии приблизительно 3674 световых лет (около 1126 парсеков) от Солнца. Видимая звёздная величина звезды — от +11,68m до +10,37m.

## Характеристики
SW Водолея — белая или жёлтая пульсирующая переменная звезда типа RR Лиры (RRAB) спектрального класса A5-G1 или A3. Эффективная температура — около 6923 К.